# Congé-sur-Orne

Congé-sur-Orne este o comună în departamentul Sarthe, Franța. În 2009 avea o populație de 318 de locuitori.